# میراث‌ها (مجموعه تلویزیونی)
میراث‌ها‌ (به انگلیسی: Legacies) نام سریالی جدید در ژانر ماجراجویی می‌باشد که یک اسپین اف از سریال اصیل ها و خاطرات خون آشام است و اولین قسمت آن در ۲۵ اکتبر سال ۲۰۱۸ از شبکه سی‌دابلیو آمریکا پخش شد.
این اسپین اف درباره دختر نیکلاوس مایکلسون (یک دورگه اصیل‌) و هیلی مارشال (دورگه) است. این سریال پس از ۴ فصل به پايان رسيد.

## داستان
در ادامه داستان اصیل‌ها، هوپ مایکلسون ، دختر کلاوس مایکلسون و هیلی مارشال که سه رگه ای قدرتمند است به‌خاطر موهبت و استعدادش به همراه دوقلوهای سالتزمن یعنی لیزی و جوزی وارد مدرسه سالواتوره می‌شوند. این مدرسه در واقع یک پناهگاه امن برای افراد فراطبیعی و مکانی است که موجوداتی مانند خون‌آشام‌ها، گرگینه‌ها و جادوگران بتوانند انگیزه‌ها و توانایی‌های فراطبیعی خود را کنترل کنند.
الاریک سالتزمن مدیر مدرسه است و افزون بر آموزش دانش آموزان به کنترل قدرت خود، به دنبال راهی برای نجات دختران خود لیزی و جوزی است تا این که با ورود ناگهانی نوجوانی به نام لندن کربی به مدرسه اتفاقات عجیبی رخ می دهد و . . .

## بازیگران و شخصیت ها
- دنیل رز راسل در نقش هوپ مایکلسون : جادوگر سه رگه یتیم 17 ساله و دانش آموزی در مدرسه سالواتوره که از نسل خانواده مایکلسون ، از قدیمی ترین و از قوی‌ترین نسل خون‌آشام ها، گرگینه‌ها و ساحره‌ها است و فرزند نیکلاوس مایکلسون و هیلی مارشال می باشد.
- آریا شاه قاسمی در نقش لندن کربی: برادر پرورشگاهی رافائل و آشنای قدیمی هوپ که در نهایت دوست و همکار او در مدرسه سالواتوره می شود. لندن در ابتدا تصور می شود که یک انسان معمولی است ولی بعداً مشخص میشود او یک ققنوس، و پسر مالیور است.
- کیلی برایانت در نقش جوزی سالتزمن: او دختر 15 ساله آلاریک ، دوقلوی لیزی است و به خاطر مادر بیولوژیکی او ، جوزت "جو" لافلین از محفل قدرتمند جمنای نامگذاری شد. جوزی نسبت به خواهرش لیزی متفاوت است و فاقد اعتماد به نفس است و یک جادوگر مکنده و دانش آموزی در مدرسه سالواتوره است.
- جنی بوید در نقش لیزی سالتزمن: او دختر 15 ساله آلاریک ، دوقلوی جوزی است و به نام الیزابت فوربس ، مادر کرولاین فوربس، نامگذاری شد. لیزی خودشیفته است و مستعد ابتلا به هیجانات عاطفی است و یک جادوگر مکنده و دانش آموزی در مدرسه سالواتوره است.
- کوئینسی فاوس در نقش میلتون "ام جی" گریزلی: یک خون آشام خوش اخلاق است که به عنوان معاون دانشجویی آلاریک فعالیت می کند و بهترین دوست او ، کیلب هاوکینز و عاشق لیزی سالتزمن است.
- پیتون الکس اسمیت در نقش رافائل وایت: یک گرگ و برادر پرورشگاهی لندن اخیراً با یک تصادف ، قدرت های گرگینه ای خود را فعال کرده است. وی پس از تحمل کودکی سخت در سیستم پرورشگاهی ، او در مدرسه سالواتوره دانش آموز می شود و عاشق هوپ است.
- متیو دیویس در نقش الاریک سالتزمن: پدر جوزی و لیزی و مدیر انسانی مدرسه سالواتوره است که در سریال خاطرات یک خون‌آشام نقش اصلی و در اصیل ها به صورت مهمان حضور داشته .
- کریس لی در نقش کیلب : یک دانش آموز خون آشام که مشخص می شود در حال نوشیدن خون انسان ها است ، عملی که در مدرسه ممنوع است و بهترین دوست میلتون گریزلی.

### بازیگران دوره ای
- توماس دورتی در نقش سباستین : یک خون آشام بیش از 600 ساله که در نوجوانی درگذشت و توسط گروهی از جادوگران خشک شد و در مدرسه سالواتوره ظاهر می شود و با لیزی سالتزمن رابطه برقرار می کند.
- کارن دیوید در نقش اما تیگ : جادوگر و مشاور راهنمایی مدرسه سالواتوره که عاشق دوریان است و مدتی با الاریک رابطه برقرار کرده بود.
- الکسیس دنیسوف در نقش استاد واردموس : مدیر جدید مدرسه سالواتوره در فصل 2
- بیانکا کایلیک در نقش کلانتر مک : کلانتر جدید میستیک فالز که کار را از مت داناوان گرفته است ، مادر ایتان و مایا است و با الاریک سالتزمن قرار میگذارد.
- دیمیتریوس بریج در نقش دوریان ویلیامز: کتابدار مدرسه سالواتوره و دستیار الاریک
- لولو آنتاریکسا در نقش پنلوپه پارک (فصل 1): یک جادوگر و دوست دختر سابق جوزی که او از لیزی بیزار است و قضیه‌ی ادغام را به جوزی نشان داده و از مدرسه رفته .
- بن لوین در نقش جید: یک گرگینه آلفا و خشن در مدرسه سالواتوره بود که رافائل به عنوان آلفا جایگزین او می شود.
- بن ژورنس در نقش نکرومنسر : یکی از موجودات مالیوور که به دنبال راهی بر تسلط تمام انسان هاست.
- نیک فینک در نقش رایان کلارک: یک نماینده به ظاهر خوش اخلاق که برای صنایع سه گانه (ترای اد) کار می کند و بعداً مشخص می شود که وی دارای انگیزه های شوم و ارتباطی با مالیوور و لندن است.
- ابونی ویلسون در نقش کیم (فصل 2): خواهر انسانی کیلب که با میلتون گریزلی رابطه برقرار می کند.
- اولیویا لیانگ در نقش آلیسا چنگ (فصل 2): یک جادوگر در مدرسه سالواتوره که از تحریک احساسات و افزایش خشونت همسالانش لذت می‌برد.
- بازیگرانی که از سریال خاطرات خون‌آشام به عنوان میهمان در سریال میراث ها حضور داشتند :استیون ار مککوئین ، کندیس آکولا، جودی لین اوکیف ،کریس وود، رایلی ولکل ،توماس دوروتی

## فصل‌ها
| فصل | قسمت‌ها | قسمت‌ها | تاریخ اصلی روی آنتن رفتن | تاریخ اصلی روی آنتن رفتن |
| فصل | قسمت‌ها | قسمت‌ها | اولین بار                | آخرین بار                |
| --- | ------ | ------ | ------------------------ | ------------------------ |
| ۱   | ۱۶     | ۱۶     | ۲۵ اکتبر ۲۰۱۸            | ۲۸ مارس ۲۰۱۹             |
| ۲   | ۱۶     | ۱۶     | ۱۰ اکتبر ۲۰۱۹            | ۲۶ مارس ۲۰۲۰             |
| ۳   | ۱۶     | ۱۶     | ۲۱ ژانویه ۲۰۲۱           | ۲۶ ژوئن ۲۰۲۱             |
| ۴   | ۲۰     | ۲۰     | ۱۴ اکتبر ۲۰۲۱            | ۱۶ ژوئن ۲۰۲۲             |

}}